# جک اسمیت (بازیکن فوتبال، زاده ۱۹۱۰)
جک اسمیت (انگلیسی: Jack Smith; ۱۵ سپتامبر ۱۹۱۰ – ۱ ژانویهٔ ۱۹۸۶) بازیکن فوتبال اهل بریتانیا بود.
از باشگاه‌هایی که در آن بازی کرده‌است می‌توان به باشگاه فوتبال وورکساپ تاون اشاره کرد.